# Fritiof Sjöstrand
Fritiof Stig Sjöstrand, född 5 november 1912 i Stockholm, död 6 april 2011 i Los Angeles, var en svensk läkare, anatom och professor i histologi.
Fritiof Sjöstrand blev student 1932, studerade därefter vid Karolinska Institutet; medicine kandidat 1936, medicine licentiat 1941 och medicine doktor 1945. Sjöstrand blev docent i anatomi vid Karolinska Institutet 1945 och prosektor där 1949. År 1947 blev han docentstipendiat.
Sjöstrand var känd som specialist på elektromikroskopisk och teknisk forskning. Han var professor vid University of California i Los Angeles 1959 och var professor i histologi vid Karolinska Institutet 1960–62.

## Familj
Fritiof Sjöstrand var son till bankdirektören Nils Johan Sjöstrand och Dagmar, född Hansen, samt bror till Arnold Sjöstrand och Torgny Sjöstrand. Fritiof Sjöstrand är begravd i familjegraven på Norra begravningsplatsen i Solna.
Sjöstrands farfars far härstammade från orten Sjötofta i sydöstra Västra Götalands län.